# Arz Zahreddine
Arz Zahreddine, né le 9 octobre 1998 à Rabieh au Liban, est un athlète paralympique Libanais, spécialiste du 100 mètres et du 200 mètres T64. En 2019, il a fait ses débuts internationaux en athlétisme, terminant premier et deuxième au Grand Prix WPA de Grosseto 2019, et s'est qualifié pour les Championnats du Monde d'athlétisme handisport 2019 ainsi que pour les Jeux Paralympique de Tokyo 2020. Zahreddine est le premier Libanais et arabe à se qualifier dans la catégorie des amputés, il est le seul au Liban dans la catégorie T64.

## Biographie

### Enfance
Arz Zahreddine est né d'une mère argentine et d'un père libanais. Le nom "Arz" est la traduction libanaise du mot "cèdre", l'arbre emblématique qui constitue l'élément central du drapeau Libanais.
Arz a perdu sa jambe droite à l'âge de trois ans, à la suite d'un tragique accident de voiture en traversant le tunnel de Chekka. Il a subi environ 19 opérations entre l’âge de 3 et 14 ans. Malgré une enfance difficile et les moqueries subies à l'école en raison de sa condition, le champion a transformé ces épreuves en source de motivation, et a choisi de surmonter ses défis par le sport, en commençant par l’escrime avant de passer à l’athlétisme.
Il a étudié au Collège Melkart jusqu'à l'âge de 16 ans, puis a obtenu son baccalauréat technique en sport et éducation physique à l'Académie sportive, avant de poursuivre une licence en management du sport à l'Université Antonine.

### Carrière sportive
La vie sportive d'Arz a commencé à l’âge de 7 ans, débutant par l’escrime. Il a affronté des adversaires compétents et a réussi à s’imposer  aux niveaux national et régional. Entre 2012 et 2017, il a remporté plusieurs médailles d’or, d’argent et de bronze aux championnats nationaux libanais, organisés par la Fédération libanaise d’escrime, mais aussi des médailles de bronze aux championnats juniors d’Asie de l’Ouest au fleuret par équipe et à l’épée individuelle.
À 21 ans, il passe à l’athlétisme et s’est classé premier dans l’épreuve du 200 m T64 et deuxième dans celle du 100 m T64 de sa première compétition internationale au Grand Prix Grosseto 2019 en Italie. La même année, il a terminé huitième du 100 m T64 aux championnats du monde de para-athlétisme de Dubaï et est devenu le coureur asiatique le plus rapide. Toutes ces performances lui ont permis de se qualifier pour les Jeux Paralympiques de Tokyo (2020) où il a concouru dans la catégorie 200 mètres masculin T64, terminant neuvième.
En 2022, l'athlète a souffert d'une déchirure musculaire qui l'a contraint à suspendre sa carrière pendant un an et demi. En 2023, il a fait un retour en force en remportant la médaille d'or au 200m lors des Jeux de la Francophonie, devenant ainsi le premier Libanais et arabe à accomplir cet exploit et obtenant sa qualification pour les Jeux Paralympiques de Paris. Ainsi, il est devenu le premier et seul para-athlète libanais à se qualifier pour les Jeux Paralympiques. De plus, il détient le titre de l'homme le plus rapide au 100m en Asie de l'Ouest et dans le monde arabe.